# NTTドコモビジネスエンジニアリング
NTTドコモビジネスエンジニアリング株式会社（NTTドコモビジネスエンジニアリング、英文社名: NTT DOCOMO BUSINESS ENGINEERING, Inc.）は、東京都港区に本社を置くNTTドコモビジネスグループのシステムインテグレーターである。 

## 概要
1987年、NTT研究所の研究成果物を市場展開することを目的として、日本電信電話株式会社（現・NTT株式会社）によりエヌ・ティ・ティ・ファネット・システムズ株式会社（NTTファネットシステムズ、英文社名: NTT Fanet Systems Corporation）として設立された。1999年にNTTコミュニケーションズ株式会社（現・NTTドコモビジネス株式会社）が設立されて以降は同社との結びつきを強化しており、現在は代表取締役社長に同社の事業部長経験者が就任する等、完全子会社としてNTTドコモビジネスグループの中核会社となっている。
2011年11月1日、社名をエヌ・ティ・ティ・ファネット・システムズ株式会社からNTTコム ソリューション&エンジニアリング株式会社（英文社名: NTT Com Solution & Engineering Corporation）に変更した。社名変更と前後してロゴマークもダイナミックループからNTTコミュニケーションズのシャイニングアークに変更している。
2015年1月1日、ソリューション事業をNTTコム ソリューションズ株式会社（旧・NTTコム テクノロジー株式会社）に承継するとともに、同社のエンジニアリング事業を継承。社名をNTTコム エンジニアリング株式会社（英文社名: NTT Com Engineering Corporation）に変更している。
2025年7月1日、ドコモグループの新たなコーポレート・アイデンティティーの策定、NTTコミュニケーションズ株式会社の「NTTドコモビジネス株式会社」への社名変更に伴い、当社も社名をNTTドコモビジネスエンジニアリング株式会社（英文社名: NTT DOCOMO BUSINESS ENGINEERING, Inc.）に変更した。

## 事業・サービス
- 電気通信事業
- システム開発
- 電気通信設備の開発
- 電気通信工事